# Adolf Burkhardt
Adolf Burkhardt (10 avril 1929 - 2 avril 2004) est un espérantiste allemand.

## Biographie
Adolf Burkhardt nait le 10 avril 1929 à Asperg, en Allemagne. Il est l’ainé des trois enfants de Friedrich Burkhardt et de Luise Burkhardt, née Seitz. Il étudie à l’école d’Asperg, puis au gymnasium de Louisbourg.